# Јана Адамовић Кордеј
Јана Адамовић алијас Yana (Београд, 1989) српска је стрип ауторка и илустраторка. Своје стрипове објављује широм Европе. Излагала је на бројним изложбама, а ауторка је и групне изложбе „Она се Буди”. Добитница је више награда за стрип, међу којима је и француски Орден уметности и књижевности. Убраја се међу врхунске српске стрип цртаче. Живи и ради у Београду.

## Биографија
Јана Адамовић рођена је у Београду. Студирала је на Факултету примењених уметности и Филолошком факултету у Београду (француски језик и књижевност).
Њени стрип албуми и кратки стрипови објављени су у Србији, Хрватској, Македонији, Француској, Шпанији, Немачкој, Аустрији, САД.
Осим стрипом, Јана се бави и илустрацијом. Илустровала је више књига за децу и одрасле.

## Најзначајније изложбе
Јана Адамовић излаже своје радове на самосталним и групним изложбама у Србији и иностранству.
Током лета 2022. године излагала је на колективној изложби у Културном центру Србије у Паризу, на којој су се, поред Јане, представили и остали врхунски српски стрип аутори: Алекса Гајић, Градимир Смуђа, Рајко Милошевић Гера, Милан Јовановић, Нина Буњевац, Милорад Вицановић Маза, Саша Ракезић алијас Александар Зограф, Бранислав Бане Керац, Јован Укропина, Стеван Субић и Владимир Весовић.

### Друштвено ангажовање
Јана Адамовић уторка је више едукативних и колективних изложби. Међу најзначајнијима је групна изложба „Она се Буди”, настала у сарадњи са Француским институтом у Србији. Ова изложба промовише женско стрип стваралаштво, а окупља велики број уметница са простора Србије, Хрватске, Словеније, Француске, Белгије, Холандије. Изложба је резултат њеног погледа на позицију жена у области „девете уметности”. Њено истраживање сведочи о месту које оне заузимају у овој области, али и о питањима која произлазе из њиховог положаја, пре свега о питању њихове невидљивости.
Ко-селекторка је Нова Фестивала, посвећеног савременом стрип стваралаштву.
Јана је дуги низ година члан стручног жирија Међународног стрип конкурса „Каиш”, на коме учествују деца и млади узраста од 5 до 18 година.

## Награде и признања
- Награда из Фонда »Бета и Риста Вукановић« за најбоље остварење из области графике за школску 2011/2012 годину[9]
- Орден уметности и књижевности републике Француске (2019)[10]